# Jennifer Tisdale
Jennifer Kelly Tisdale (ur. 18 września 1981 w Neptune, New Jersey) – amerykańska aktorka, modelka, tancerka i piosenkarka. Jest siostrą Ashley Tisdale. 13 lutego 2010 roku urodziła córkę Mikaylę.

## Filmografia
- Nie ma to jak statek (2008–2010) jako Connie, animatorka rozrywki
- Dziewczyny z drużyny 4 (2007)
- High School Musical Dance-Along (2006)
- Dark Ride jako Liz
- Nie ma to jak hotel jako dziewczyna z baru
- Clubhouse (2004)
- Dusiciel z Hillside (2004) jako Erin
- Bezlitosny morderca (2002) jako „pretty girl"
- Mr. Deeds – milioner z przypadku (2002)
- Jak wychować tatę (2001-2002) gościnnie
- Boston Public (2001)
- Undressed (1999)

## Dyskografia

### Utwory
| Rok  | Tytuł                     | Soundtrack                   |
| ---- | ------------------------- | ---------------------------- |
| 2007 | „Don't You Think I'm Hot” | Bring It On: In It to Win It |

### Teledyski
- 2007: „He Said She Said” Ashley Tisdale.
- 2008: „Not Like That” Ashley Tisdale